# Yang Jie (pallavolista 1994)
Yang Jie (Shanghai, 1º marzo 1994) è una pallavolista cinese.
Gioca nel ruolo di schiacciatrice nello Shanghai Dong Hao Lansheng Nuzi Paiqiu Julebu.

## Carriera
La carriera di Yang Jie inizia nel 2004, quando entra a far parte del settore giovanile dello Shanghai Sheng Paiqiu Dui, dove gioca per tre annate. Nella stagione 2007-08 viene promossa in prima squadra, debuttando nella Volleyball League A cinese, terminando il campionato in terza posizione; in estate gioca con la nazionale juniores cinese, vincendo la medaglia di bronzo al campionato asiatico e oceaniano 2008. Nei campionati 2008-09 e 2009-10 raggiunge la finale scudetto, uscendo sconfitta in entrambe le occasioni, ricevendo comunque un premio come miglior muro del torneo; nel 2010 fa il suo esordio nella nazionale cinese maggiore, vincendo la medaglia d'oro ai XVI Giochi asiatici.
Dopo il terzo posto nella stagione 2010-11, con la nazionale vince la medaglia d'oro al campionato asiatico e oceaniano 2011 e quella di bronzo alla Coppa del Mondo 2011. Nelle stagioni successive raggiunge altre due finali scudetto, precisamente nel 2011-12 e nel 2014-15; nel 2013, invece, gioca con la selezione under 23 il campionato mondiale di categoria, aggiudicandosi la medaglia d'oro.

## Palmarès

### Nazionale (competizioni minori)
- Campionato asiatico e oceaniano juniores 2008
- Giochi asiatici 2010
- Montreux Volley Masters 2011
- Campionato mondiale under 23 2013

### Premi individuali
- 2010 - Volleyball League A cinese: Miglior muro